# Геополитические последствия в результате российского вторжения на Украину
Геополитические последствия в результате российского вторжения на Украину повлияли на увеличение количества сил быстрого реагирования НАТО с 40 до 300 тысяч военнослужащих и значительном увеличении расходов на оборону. Швеция, Финляндия, Украина и Республика Косово подали заявки на вступление в альянс. ЕС предоставил официальный статус кандидатов на членство Украине, Молдавии и Боснии и Герцеговине. Европейский союз объявил о более глубокой интеграции с НАТО. Вторжение ускорило переход мировой экономики на возобновляемые источники энергии, а также к существенному ослаблению роли России на мировом рынке энергоносителей. Украина, Австралия, Новая Зеландия, США, ЕС и Канада ввели эмбарго на российские энергоносители, а Япония и Тайвань отказались от закупок российского угля.
Последствием вторжения стал кризис в ряде международных организаций, где доминирующиее положение занимала Россия. Так Чехия, Болгария, Польша, Румыния и Словакия заявили о выходе из Международного банка экономического сотрудничества и Международного инвестиционного банка; Польша, Украина и Чехия — из Объединённого института ядерных исследований; Польша и Украина — из Международного центра научной и технической информации. Кроме Беларуси, никто из членов Организации Договора о коллективной безопасности не поддержал российское вторжение на Украину. Впервые с 1939 года Швеция приняла решение вмешаться в военный конфликт и начала поставки вооружений на Украину.
Русская православная церковь в ходе вторжения России на Украину встала на сторону официальной Москвы и это привело к расколу внутри православной церкви: отделению Украинской православной церкви Московского патриархата (УПЦ МП) и переходу за несколько месяцев более 400 общин УПЦ МП в состав Православной церкви Украины (ПЦУ); фактическая автокефалия Латвийской православной церкви и многое другое.

## Усиление НАТО и союзников
На саммите в Мадриде НАТО признало Россию «самой значительной и прямой угрозой безопасности союзников, а также миру и стабильности в евроатлантическом регионе». Руководство альянса выразило намерение увеличить количество сил быстрого реагирования с 40 до 300 тысяч военнослужащих. Реагируя на массовые военные преступления россиян против украинского мирного населения, НАТО изменило свою оборонительную концепцию — вместо сдерживания потенциального противника, угрожая возмездием, и допущения оккупации территории государств-членов до подхода войск союзников, альянс начал готовиться защищать «каждый дюйм» своей земли с первого дня нападения, начав концентрировать войска на границе с Россией. Кроме того, впервые со времён Холодной войны альянс утвердил подробный план своей коллективной обороны. Расходы государств — членов НАТО на оборону начали расти впервые с 1980-х годов. Также альянс активизировал совместные учения с союзниками —  «Air Defender 2023» стали крупнейшими в истории учениями военно-воздушных сил НАТО, в которых приняли участие 10 тысяч военных из 25 стран и 250 самолётов.
Российское вторжение на Украину нанесло серьезный урон европейской архитектуре безопасности, в связи с чем остававшиеся нейтральными и не входящие в НАТО государства Европы начали пытаться определить свою позицию в конфликте — и большинство из них в той или иной степени обратилось к НАТО.
По данным опросов общественного мнения среди населения стран НАТО и ЕС, поддержка членства в этих организациях в 2022 году выросла до исторических максимумов.

### Расширение НАТО и усиление сотрудничества внутри блока

11 мая 2022 года Великобритания официально подписала соглашения о взаимных гарантиях безопасности со Швецией и Финляндией. 18 мая 2022 года придерживавшиеся нейтрального статуса и воздерживавшиеся от членства в НАТО Швеция и Финляндия, под влиянием событий вторжения России на Украину, официально подали заявки на вступление в альянс. 24 марта 2023 года Швеция, Норвегия, Финляндия и Дания подписали письмо о намерениях по созданию объединенной противовоздушной обороны Северных стран, направленной на противодействие растущей угрозе со стороны России. 4 апреля 2023 года Финляндия стала членом НАТО. Швеция разрешила НАТО разместить войска на своей территории еще до вступления в альянс. Позже, в двустороннем порядке, соглашения о размещении войск были подписаны между Швецией, Финляндией, Данией и США. 7 марта 2024 года Швеция вступила в НАТО.
30 сентября 2022 года Украина подала заявку на вступление в НАТО в ускоренном порядке. На вильнюсском саммите НАТО в июне 2023 года для Украины было отменено требование о Плане действий по членству (ПДЧ), согласована программа модернизации украинской армии с бюджетом 500 миллионов долларов в год и создан совет «Украина – НАТО». Частично признанная Республика Косово также запросила ускоренное вступление в НАТО и попросила о размещении на своей территории постоянной военной базы США. В 2024 году Кипр также объявил о намерении вступить в НАТО.
11 июня 2023 года Польша, Чехия и Венгрия заключили со Словакией соглашение об объединении усилий в защите её воздушного пространства. Это было сделано после того, когда Словакия передала Украине свои МиГ-29 и С-300, фактически оставшись без ВВС и ПВО.
9 апреля 2024 года Бельгия, Великобритания, Дания, Германия, Норвегия и Нидерланды подписали декларацию об обязательной совместной защите инфраструктуры Северного моря.
Германия в 2023 году впервые утвердила Стратегию национальной безопасности, зфиксировав в ней Россию как «главную угрозу» для Европы в обозримом будущем, обязательство тратить 2 % ВВП на оборону, усиление противодействия кибератакам с подключение к этому ЕС и НАТО.

### Усиление военного сотрудничества со странами вне НАТО

НАТО инициировало установление более тесных связей с Австралией, Новой Зеландией, Японией и Южной Кореей. Австрия, Ирландия, Мальта и Швейцария выступили с инициативой расширения партнерства с Североатлантическим альянсом в рамках совместных учений, привилегированного доступа к документам, сотрудничества по кибербезопасности, защиты критической инфраструктуры и борьбы с новыми «взрывными технологиями».
Япония активизировала военное сотрудничество и совместные учения с НАТО, впервые начав участвовать во встречах блока. По аналогии с государствами — членами НАТО в конце 2022 года японское правительство обнародовало пятилетний план наращивания военных расходов с 1 % до 2 % ВВП. По заложенным средствам японский оборонный бюджет уступил только США и Китаю, став третьим в мире.
Южная Корея до вторжения поддерживала чрезвычайно крепкие отношения с Россией, главным образом через слияние южнокорейской «новой северной политики» и российского «поворота на восток», однако, после него начала сближаться с НАТО. Её президент впервые принял участие в саммите НАТО, было открыто южнокорейское представительство при НАТО, а южнокорейское Национальное агентство разведки стало первой азиатской спецслужбой, присоединившейся к Объединенному центру передовых технологий по киберобороне НАТО. Кроме того, впервые с 2017 года прошёл трёхсторонний саммит между Южной Кореей, Японией и США, на котором было принято решение возобновить трёхсторонние военные учения, которые не проводились с декабря 2017 года.
Правительство Швейцарии опубликовало специальное дополнение отчету «Об основах политики безопасности» за 2022 год, в котором, в связи с войной на Украине, пришло к выводу о необходимости: более тесного сотрудничества Швейцарии с НАТО, включая участие в учениях блока, и Европейским союзом, включая участие в учениях, спасательных или эвакуационных операциях союза; ускорения процесса модернизации Вооруженных сил, включая закупку ракет класса «земля — земля»; сохранения курса на нейтралитет. 

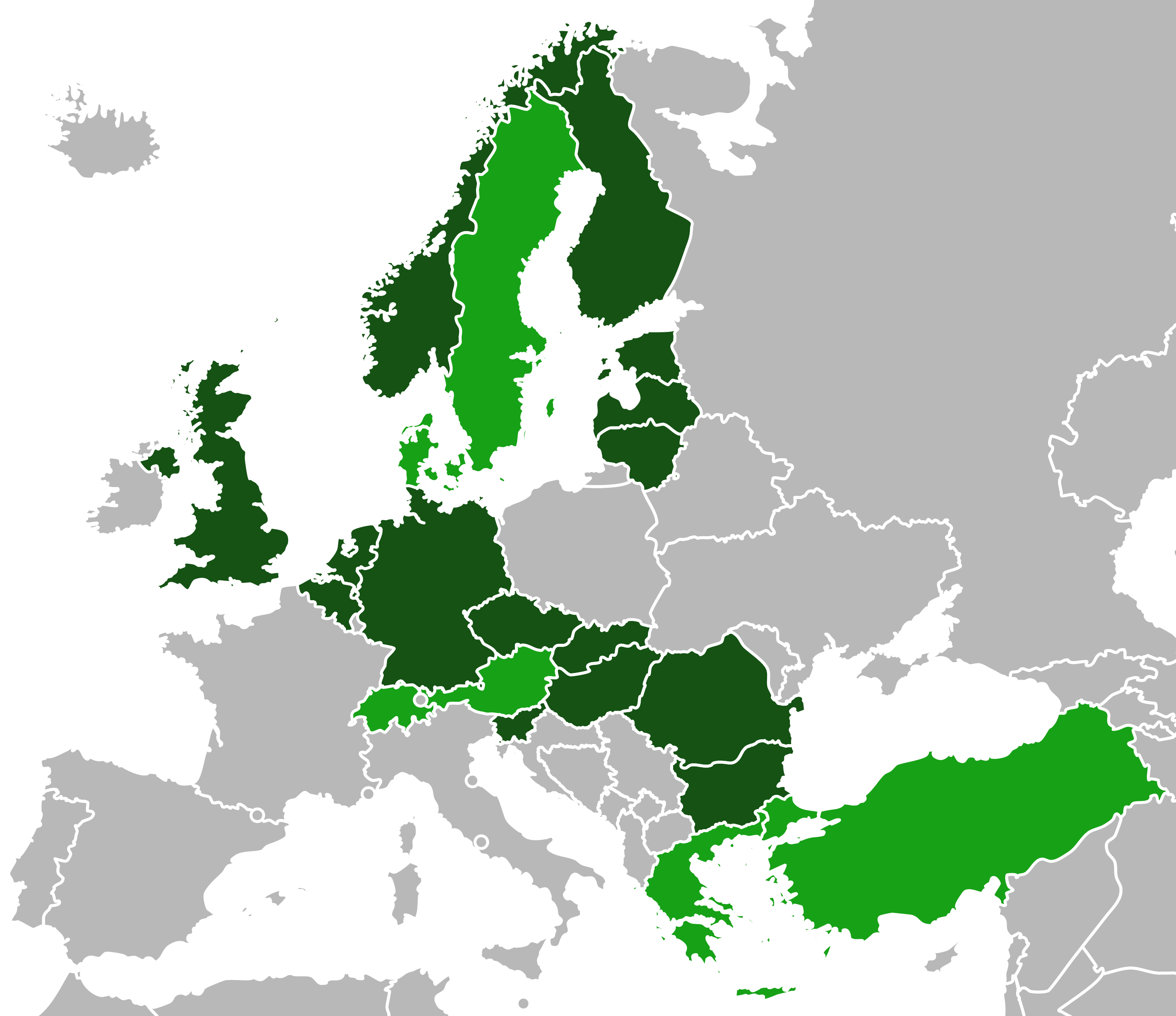
Государства — участники инициативы «Небесный щит Европы»

Летом 2022 года члены НАТО Германия, Бельгия, Болгария, Чехия, Венгрия, Латвия, Нидерланды, Норвегия, Румыния, Словакия, Словения, Великобритания, Литва и Эстония, а также не входящая в НАТО Финляндия, создали инициативу «Небесный щит Европы». Она была направлена на увеличение совместимости систем ПВО европейских государств с целью создания «зонтика» над Европой по образцу израильского «Железного купола». В её рамках была достигнута договорённость о совместной закупке систем ПВО, таких как Arrow 3 и «Пэтриот». В феврале 2023 года к инициативе присоединились входящая НАТО Дания и стремящаяся в него войти Швеция, в июле — нейтральные Австрия и Швейцария, а в феврале 2024 года — Греция и Турция.
В 2024 году, в ответ на «опасное и дестабилизирующее сотрудничество между Северной Кореей и Россией», США, Япония и Южная Корея начали формировать официальный союз. В ноябре 2024 года было объявлено о создании трехстороннего секретариата, призванного формализовать формат.

## Ускорение европейской интеграции и усиление её военной составляющей

Страны — участники Европейского политического сообщества

В ответ на вторжение Европейский союз объявил о более глубокой интеграции с НАТО, о планах по значительному укреплению коллективной обороны и об ускорении расширения ЕС на восток.

### Евроинтеграция
ЕС предоставил официальный статус кандидатов на членство Украине, Молдавии, Боснии и Герцеговине и Грузии, начал переговоры о вступлении с первыми трёмя, и принял официальную заявку на членство от частично признанной Республики Косово. Также ЕС принял Румынию и Болгарию в Шенгенскую зону (их вступление блокировалось в течение 17 лет).
Кроме того, в октябре 2022 года Евросоюз инициировал создание Европейского политического сообщества, объединившего 44 европейских государства, включая 27 государств — членов ЕС. Целью сообщества заявлено укрепление стабильности, безопасности и мира. В январе 2023 года к сообществу присоединилось Сан-Марино, в марте — Андорра и Монако.

### Оборонное сотрудничество
В январе 2023 года, ЕС и НАТО подписали декларацию о сотрудничестве, определившую основной угрозой для организаций российскую агрессию. В рамках реализации декларации была создана совместная группа по защите критической инфраструктуры.
Дания после 30 лет отказа от участия присоединилась к Общей оборонной политике Евросоюза.
Была одобрена заявка Великобритании на присоединение к программе ЕС PESCO (Постоянное структурированное сотрудничество по вопросам безопасности и обороны), а Бельгия, Ирландия и Словения расширили своё участие в нём.
Миротворческая миссия EUFOR в Боснии и Герцеговине была усилена в связи с поддержкой Россией сепаратистской политики Республики Сербской.
В 2024 году у ЕС впервые появился еврокомиссар по обороне (аналог министра обороны). Эту должность занял бывший премьер-министр Литвы Андрюс Кубилюс, ранее также занимавший должность докладчика по России в Комитете по иностранным делам Европарламента. В юности Кубилюс был членом литовской организации "Саюдис", боровшейся за независимость страны от СССР. В 2017 году он получил орден от украинского правительства за поддержку Украины.

## Отказ ряда государств от нейтрального статуса
Впервые с 1939 года Швеция приняла решение вмешаться в военный конфликт и начала поставки вооружений на Украину. Также от правила непредоставления оружия воюющим странам отказалась Финляндия, с 1956 года придерживавшаяся политики неприсоединения. Норвегия отменила действовавшую с 1950-х годов политику непредоставления оружия государствам, не входящим в НАТО и находящимся в состоянии войны, и впервые поставила воюющему государству летальное оружие.
Традиционно нейтральная Швейцария, до этого избегавшая конфликтов с Россией, выступила в поддержку Украины и впервые с провозглашения нейтралитета на Венском конгрессе (1815) присоединилась к военным санкциям, а также начала реформировать политику в сфере поставок военной продукции воюющим странам. Аналогично, впервые c 1978 года, поступил Сингапур и, впервые в истории, другие традиционно нейтральные государства: Андорра, Монако, Сан-Марино. На сторону Украины встали нейтральные Австрия, Ирландия и Мальта. Новая Зеландия и Фарерские острова внесли изменения в своё национальное законодательство, позволившие им ввести санкции против России.

## Ослабление России
Развязанная война с Украиной фундаментально ослабила Россию, послав ее на десятилетия назад во всех направлениях, в политическом, военном, экономическом смыслах. Россия как государство ограничено в своих стратегических действиях. Эксперты предполагают, что в результате своих действий Россия на десятки лет останется государством-изгоем для Запада. Китай и Индия ослабят санкционные эффекты, оказываемые на РФ, тем не менее Россия находится в неуклонном упадке.

### Изоляция России и снижение её политического влияния

#### Дипломатическая изоляция
В ответ на вторжение Россия была исключена из числа участников целого ряда международных форумов. В то же время из объединений, где доминирующее положение занимала сама Россия, начался массовый выход участников. Сотни российских дипломатов были подвергнуты высылке, последовало закрытие дипломатических представительств, некоторые государства полностью разорвали дипломатические отношения с Россией, а часть — их понизила.
В связи с действиями российского правительтва на Украине, ряд государств и международных организаций признали Россию террористическим государством, а Международным уголовным судом был выдан ордер на арест президента России Владимира Путина. В 2024 году Парламентская ассамблея Совета Европы отказалась признавать Владимира Путина легитимным президентом Российской Федерации и призвала страны, входящие в Совет Европы, а также в Европейский союз, прекратить с ним любые контакты.
США включили Россию в список стран, проводящих «политику или практику» торговли людьми, принудительного труда или тех, чьи силы безопасности или поддерживаемые правительством вооруженные группы вербуют или используют детей в качестве солдат, а также лишили статуса страны с рыночной экономикой. Европейский союз включил Россию в «серый список» налоговых юрисдикций — стран, которые не полностью соблюдают международные налоговые стандарты.

#### Ослабление регионального влияния
Из-за вторжения значительно ослабла поддержка дружественных к России сил на Балканах и в странах Центральной Европы (в том числе в Сербии, Польше, Венгрии). Например, президент Чехии Милош Земан, который долгое время был одним из самых стойких сторонников Владимира Путина, после вторжения назвал его сумасшедшим и призвал отключить Россию от SWIFT. В 2023 году Земана на посту президента сменил отставной генерал НАТО Петр Павел.

Молдавия находится между Румынией (НАТО) и Украиной.
- НАТО

С началом российского вторжения на Украину Молдавия ввела чрезвычайное положение, в связи с чем силовые структуры получили дополнительные полномочия. В феврале 2023 года президент Молдавии Майя Санду объявила о перехваченном украинской разведкой плане Кремля организовать госпереворот. Позже в СМИ был опубликован российский документ «Стратегические цели РФ в Республике Молдова», предусматривавший взятие страны под российский контроль к 2030 году. В ответ на это Молдавия начала ужесточать свой курс в отношении России и подконтрольного ей Приднестровья: 
- было заменено правительство — кабинет министров возглавил Дорин Речан, ранее занимавший пост советника президента по вопросам нацбезопасности и обороны, а до того руководивший МВД[92];
- по иску нового молдавского правительства Конституционный суд признал пророссийскую партию «Шор» нелегитимной за продвижение интересов иностранного государства[92][93];
- было прекращено вещание российских телеканалов, а новое правительство стало гораздо активнее доносить до граждан опровержения сомнительных российских заявлений[92]. В рамках этой политики начал создаваться центр информационной защиты и борьбы с пропагандой PATRIOT[94];
- были расширены полномочия Службы информации и безопасности[92];
- ряду российских чиновников, включая президента Путина, был запрещён въезд в страну[92];
- Молдавия стала массово отказывать гражданам России во въезде[94];
- по состоянию на май 2023 года Молдавия присоединилась к 22 из действующих в Евросоюзе 38 санкционных режимов, в том числе и тем, что касаются России, и рассматривала возможность поддержать оставшиеся[94];
- в противовес митингам оппозиции, президент призавала проевропейское большинство выйти 21 мая на главную площадь Кишинева и поддержать европейскую интеграцию[92]. По общим оценкам, на проправительственной акции собралось намного больше людей, чем на свои акции выводили оппозиционные политики[94];
- Парламент Молдавии принял поправки к Уголовному кодексу, предусматривающие тюремный срок за сепаратизм, с оговоркой, что поправки будут применяться по отношению не к прошлым, а к будущим проявлениям сепаратизма[92];
- государственный язык был переименован из «молдавского» в «румынский»[92];
- началась публичная дискуссия о Вооружённых силах Молдавии. Молдавия прямо попросила страны НАТО предоставить системы ПВО[92];
- Молдавия не отказалась от нейтралитета, но её власти дали понять, что готовы обратиться за помощью к НАТО в случае эскалации[92];
- было объявлено о денонсации нескольких десятков соглашений в рамках Содружества Независимых Государств, приостановке участия в его мероприятиях и выходе из Межпарламентской ассамблеи СНГ. Согласно заявлению председателя Паралмента Молдавии Игоря Гросу, после окончания войны на Украине Кишинев примет решение о целесообразности дальнейшего членства в СНГ[94][95][96].

Кроме Белоруссии, никто из членов Организации Договора о коллективной безопасности не поддержал российское вторжение на Украину. На фоне занятости России в войне с Украиной организация проявила себя пассивно в киргизско-таджикском и азербайджанско-армянском конфликтах. В ответ на это Киргизия отказалась проводить на своей территории учения «Нерушимое братство — 2022», а Армения — вовсе заморозила своё участие в организации. Более того, на фоне неспособности ОДКБ направить миссию в Армению свою наблюдательную миссию туда отправил Европейский союз.

Организация тюркских государств

В связи с ослаблением влияния России в Центральной Азии большую роль начали отыгрывать Турция с Организацией тюркских государств и Китай с Шанхайской организацией сотрудничества. Именно государства Центральной Азии стали альтернативным маршрутом для китайского проекта «Один пояс — один путь» вместо России. Также произошёл всплеск дипломатической активности между центральноазиатскими и европейскими государствами.
Помимо этого, возросла зависимость самой России от Китая. Те страны, которые до вторжения Россия считала второсортными (среди них — Турция и Иран), фактически приобрели право вето на некоторые аспекты российской политики или, по крайней мере, возможность требовать высокую цену за свою помощь.
На фоне возросшей зависимости России от Турции и Азербайджана она не вмешалась в боевые действия в Нагорном Карабахе в 2023 году, даже несмотря на гибель своих миротворцев. После ликвидации непризнанной Нагорно-Карабахской Республики в 2024 году Россия вывела свой военный контингент до срока оговоренного заявлением о прекращении огня в Нагорном Карабахе. Также РФ не оказала помощь непосредственно союзной по ОДКБ Армении в боевых действиях на границе с Азербайджаном, результатом чего стало начало сближения Армении с ЕС и странами НАТО.
Также в 2024 году Россия не смогла спасти от падения союзный ей режим Башара Ассада в Сирии.

#### Ухудшение отношения к России среди населения ряда стран
После начала вторжения Исследовательский центр Пью провёл опросы населения в США, Канаде, Бельгии, Франции, Германии, Греции, Италии, Нидерландах, Польше, Испании, Швеции, Великобритании, Израиле, Австралии, Японии, Малайзии, Сингапуре и Южной Корее. В каждой из опрошенных стран отношение населения к России резко ухудшилось, достигнув исторических минимумов. По данным опросов, проведённых в 27 странах ЕС, значительно уменьшилось количество европейцев, положительно относящихся к России: если в 2018 году Россию поддерживал каждый третий, то в 2022 году — лишь каждый десятый.

### Снижение зависимости от российских энергоносителей
По данным Международного энергетического агентства, вторжение привело к ускорению перехода мировой экономики на возобновляемые источники энергии, а также к существенному ослаблению роли России на мировом рынке энергоносителей. Агентство прогнозирует почти двукратное падение российской доли на рынке к 2030 году за счёт увеличения доли США и стран Ближнего Востока.
В 2022 году Норвегия обогнала Россию в качестве крупнейшего поставщика природного газа в ЕС, а США обогнали Россию по поставкам нефти. Также в 2022 году Евросоюз впервые получил больше энергии из возобновляемых источников, чем от сжигания газа.

#### Отказ от российского газа, угля, нефти, нефтепродуктов

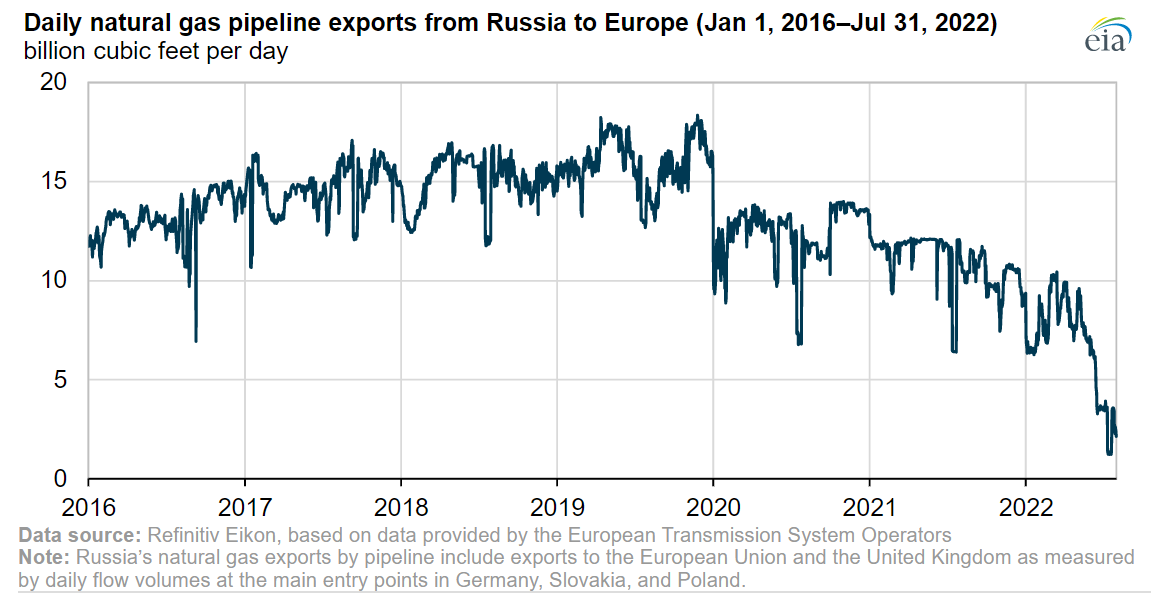
Суточный экспорт природного газа по трубопроводам из России в Европу с 2016 года по 31 июля 2022 года

В 2022 году Украина, Австралия, Новая Зеландия и США ввели полное эмбарго на российские энергоносители, включая нефть, газ, уголь и нефтепродукты. Великобритания взяла на себя обязательство полностью отказаться от российской нефти, нефтепродуктов и угля до конца 2022 года и «как можно скорее» — от российского газа, выполнив его к июню 2022 года. Канада ввела эмбарго на импорт российской нефти, Япония — угля и нефти (с исключением для сахалиснкой нефти до сентября 2023 года). Частично признанная Китайская Республика (Тайвань) полностью отказалась от закупок российского угля.
ЕС запретил импортировать российский уголь и наложил частичное эмбарго на нефть, а также заявил о планах полностью отказаться от российского ископаемого топлива уже к 2027 году.
Германия приняла план по ускоренному переходу экономики на возобновляемые источники энергии, объявила о полном отказе от российской нефти к концу 2022 года, и почти полном отказе от российского газа к 2024 году. Латвия и Италия объявили о полном отказе от российского газа не позднее 2024 года. Ряд стран ЕС полностью отказался от российского газа уже в 2022 году, в том числе Финляндия, Польша, Болгария, Дания, Голландия, Эстония, Литва.
Аналогичные принятым ЕС ограничениям на импорт российских энергоносителей ввели: Албания, Босния и Герцеговина, Исландия, Лихтенштейн, Норвегия, Северная Македония, Украина, Черногория и Швейцария.
На фоне этого в некоторые страны поставки энергоресурсов выросли. Экспорт угля в Китай за 2022 год — на 20 %, до 68 млн тонн, в Южную Корею — на 21%, в Индию — в три раза. 
По некоторым оценкам, общий объём экспорта российского угля в 2022 году сократился до 194 млн т (-29 млн т или -13 %). Экспорт нефти в Китай за 2022 год вырос на 8 % в 2022 году до 86,25 млн тонн. По данным индийского государственного банка Bank of Baroda, импорт российской нефти в Индию в прошлом году вырос в 10 раз. По данным Bank of Baroda, в 2021 году российская нефть составляла всего 2 % от годового импорта сырой нефти в Индию, в начале 2023 года этот показатель составлял почти 20 %. Кроме того, с декабря 2022 года был возобновлён экспорт российской нефти в Северную Корею. Однако данные страны закупали российскую нефть и газ с большой скидкой (в некоторых случаях цена для Китая была в 12—15 раз ниже европейской) ввиду недоступности западного рынка и введения странами G7 ценового потолка на нефть из России, и, более того, в национальной валюте, с конвертацией и выводом которой возникли проблемы.

#### Ограничения на транзит
В связи с эмбарго Европейского союза был прекращен транзит российской нефти в Сербию.
Украина оставалась основным маршрутом транзита российского газа в Европу даже после начала вторжения. В начале мая Украина вынужденно прекратила транзит через газораспределительный пункт «Сохрановка» и компрессорную станцию «Новопсков», когда потеряла контроль над близлежащей территорией Луганской области. После перераспределения потоков объёмы поставок были восстановлены. Осенью «Газпром» заявлял о недопоставке транзитного топлива в Молдавию и угрожал сократить транзит через Украину с конца ноября. В итоге в конце декабря Молдавия отказалась от поставок российского топлива, переориентировавшись на поставки азербайджанского газа из Румынии.

#### Ограничение цен на российскую нефть, газ

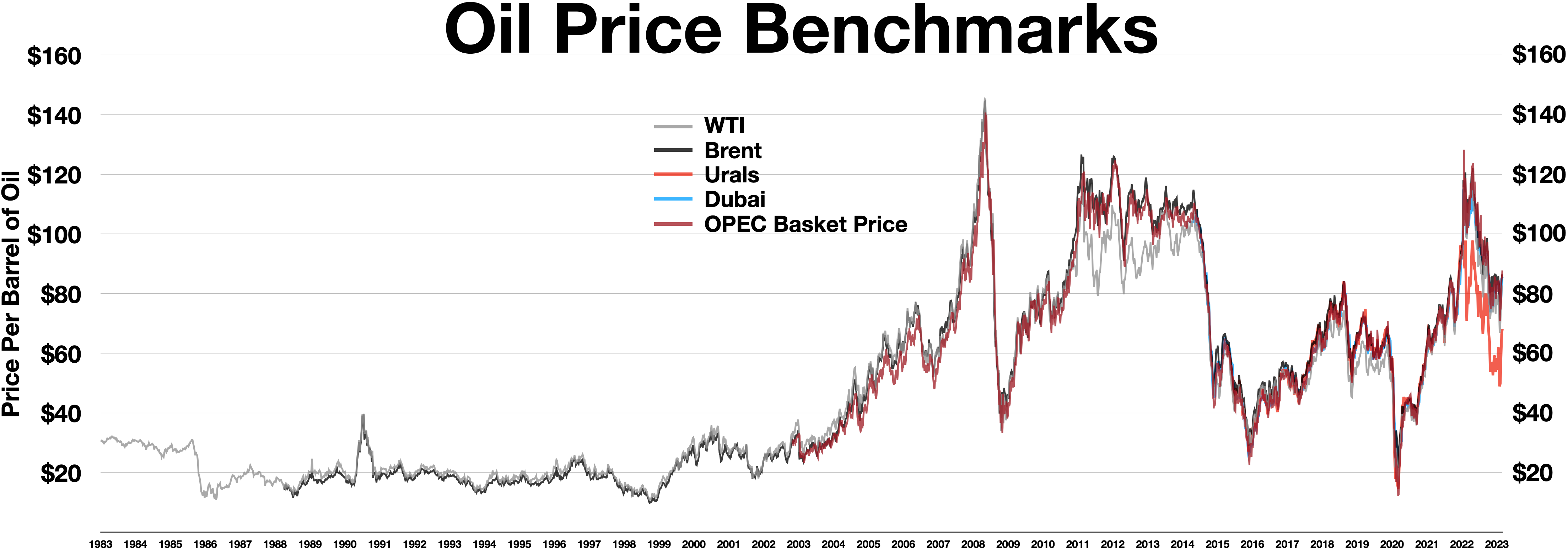
Цены на нефть разных марок. Видно снижение цены на российскую нефть (Urals) относительно других марок, а также общее падение цен на нефть с 2022 года

Большая семёрка, Европейский союз, Австралия, Албания, Босния и Герцеговина, Исландия, Лихтенштейн, Норвегия, Северная Македония, Украина, Черногория и Швейцария установили потолок цен на российскую нефть и нефтепродукты. Европейский союз также установил потолок цен на российский газ.
После введения потолка цен азербайджанские, индийские, китайские и турецкие государственные органы и компании начали действовать в рамках введённых ограничений: 
- власти Турции начали требовать доказательств, что нефть, находящаяся в танкерах, проходящих через Босфор и Дарданеллы, застрахована[161];
- Государственная нефтяная компания Азербайджанской Республики приостановила закупки российской сырой нефти для своего турецкого НПЗ[162];
- китайская государственная судоходная, логистическая и промышленная корпорация China COSCO Shipping отказалась от перевозки российской сырой нефти, цена которой превышала потолок цен[163];
- власти Индии попросили банки и трейдеров соблюдать предельную цену в 60 долларов, а Стейт банк оф Индия и Bank of Baroda проинформировали нефтеперерабатывающие заводы, что они не будут осуществлять платежи за нефть, купленную сверх установленного лимита[164][165].

На фоне введения антироссийского эмбарго и потолка цен резко упала цена всех сортов нефти, включая европейский эталонный сорт Brent. Но, даже несмотря на это, к январю 2023 года российская нефть торговалась с большой скидкой — практически в два раза дешевле, чем нефть марки Brent. Следствием этого, по данным российского Минфина на январь 2023 года, стало падение ежемесячных доходов бюджета России от нефти и газа до самого низкого уровня с августа 2020 года. К июню 2023 года, согласно данным Минфина России, нефтегазовые доходы бюджета России сократились ещё на 47 %.

#### Отказ от совместных энергетических проектов

Синхронная сеть континентальной Европы

В 2022 году Литва, Латвия и Эстония перестали покупать российскую электроэнергию, а в 2025 году окончательно отключились от совместной с Россией сети электроснабжения БРЭЛЛ, и подключились к Синхронной сети континентальной Европы. Эти страны были подключены к российской сети на протяжении трех десятилетий своей независимости.
Финляндия расторгла контракт на строительство АЭС «Ханхикиви-1» с «Росатомом». А украинский «Энергоатом» отказался от российского уранового концентрата. При этом Росатом продолжил строительство АЭС в Турции, Индии, Бангладеш и Китае. В июле 2022 года начал строительство АЭС в Египте.
Свою нефть перестал поставлять российким компаниям Иракский Курдистан, а Казахстан изменил название своей нефти, экспортируемой через морские порты РФ, на KEBCO (Kazakhstan Export Blend Crude Oil) чтобы дистанцироваться от попавшей под санкции российской нефти — Российской экспортной смеси сырой нефти (REBCO/Urals) и Siberian Light. Ранее нефть, произведенную в Казахстане, смешивали с российской для получения российских стандартизированных экспортных сортов.

### Проблемы попыток дедолларизации
Ещё осенью 2022 года президент России Владимир Путин заявлял о неизбежности процесса дедолларизации и призывал сформировать все условия для структурной перестройки экономики России. Однако уже летом 2023 года он заверял, что у Москвы «никогда не было и нет цели дедолларизации российской экономики».
Попытки реализовать подобную идею на практике привели к серьезным проблемам — миллиарды плохо конвертируемых национальных валют фактически оказывались заблокированы для дальнейшего использования. На фоне санкций и развязанной Россией войны возникли проблемы у Нового банка развития, который начал испытывать острую нехватку американской валюты.
Российский Центробанк отмечал, что доля китайского юаня на российском рынке в 2023 году продолжала расти. В экспорте в апреле она достигла 23 %, в импорте – 31 %, при 18 % и 27 % в марте. В то же время было отмечено, что рост значимости валют «дружественных стран», и в первую очередь юаня, оборачивался «дисбалансом спроса и предложения», что «иногда приводит к временному дефициту соответствующей валютной ликвидности» — часть игроков размещала «свои» юани на счетах в китайских банках, тем самым лишая российский рынок этой валюты. Также определился дополнительный фактор, мешающий привлечению юаня на внутренний рынок, – валютный контроль в КНР. Более того, в июне 2023 года Bank of China запретил клиентам российских банков совершать переводы в юанях в ЕС, Великобританию, Швейцарию и США, чем, фактически, заблокировал возможный вывод юаней дальше счетов в китайских банках.
В случае с Индией наблюдался дисбаланс в структуре двустороннего товарооборота в пользу российского экспорта (в основном нефтепродуктов). В то же время Россия и Индия перешли в расчётах за нефть на индийские рупии. Они являются неконвертируемой валютой, а механизм вывода полученных в качестве оплаты за нефтепродукты рупий из индийских банков так и не был найден. В итоге, на июнь 2023 года около 1 млрд $ в рупиях оставались на балансе российских счетов в Индии без возможности что-либо с ними сделать. Россия пыталась заставить Дели платить в юанях или эмиратских дирхамах, однако индийская сторона в этом отказала.

### Кризис Русской православной церкви
Русская православная церковь в ходе вторжения России на Украину встала на сторону официальной Москвы. Это стало следствием долгосрочной зависимости РПЦ от государства, а также политики, проводимой патриархом Кириллом по «вертикализации» власти в РПЦ. На протяжении всей военной кампании патриарх и другие высокопоставленные иерархи неоднократно выступали с оправданиями войны и вторжения. Это привело к расколу внутри РПЦ: отделению Украинской православной церкви Московского патриархата (УПЦ МП) и переходу за несколько месяцев более 400 общин УПЦ МП в состав Православной церкви Украины (ПЦУ); фактической автокефалии Латвийской православной церкви; росту автономии Виленской и Литовской епархии; конфликту светских властей Эстонии и Эстонской православной церкви Московского патриархата. На фоне вторжения ухудшились её отношения с католической церковью. Ряд государств ввёл персональные санкции против патриарха Кирилла.

## Сближение России с государствами-изгоями и формирование авторитарной Оси
На фоне вторжения и изоляции России углублились экономические, военные, политические и технологических связи между ней, Ираном, Китаем и КНДР. Эти государства начали определять общие интересы, согласовывавать свою риторику и координировать военную и дипломатическую деятельность. Обозреватели начали говорить о формировании новго альянса — «Оси потрясений», «Оси хаоса» либо «Оси санкционированных», описывая его как «совокупность недовольных государств, которые объединяются ради общей цели — отмены принципов, правил и институтов, лежащих в основе господствующей международной системы», и сравнивая его с «Осью» времён Второй мировой войны. Всех членов альянса отличало наличие претезий на «сферу влияния»: в случае Китая — это Тайвань и Южно-Китайское море; в случае Ирана — сеть прокси-групп, дававшая ему рычаги влияния в Ираке, Ливане, Сирии, Йемене и других местах; в случае Северной Кореи — претензии на весь Корейский полуостров; в случае России — «ближнее зарубежье», которое в трактовке Кремля включает, как минимум, страны, составлявшие его историческую империю.
Данные страны активно сотрудничали между собой и до российского вторжения, однако с началом боевых действий их взаимопомощь вышла за рамки исторических связей:
- Несмотря на санкции Россия начала получать БПЛА из Ирана, баллистические ракеты и боеприпасы из Северной Кореи, а Китай увеличил закупку российской нефти и газа, а также стал поставщиком огромного количества военных технологий, от полупроводников и электронных устройств до средств радиолектронной борьбы и частей реактивных истребителей. В то же время Пекин, Пхеньян и Тегеран использовали преимущества своего влияния на Москву, чтобы расширить свой военный потенциал и экономические возможности[190].
- Иран и Россия совместно удержали при власти режим Башара Асада в Сирии после начала гражданской войны в 2011 году. С целью защиты Ирана от эфекта американских санкций Россия заключила с ним большие энергетические соглашения, а Китай с 2020 года начал покупать значилельные объёмы иранской нефти. После вторжения Россия стала крупнейшим источником иностранных инвестиций Тегерану — российский экспорт в Иран вырос на 27 % за первые 10 месяцев 2022 года. За счёт России Иран увеличил свой военный потенциал — ему была поставлена передовая авиация, противовоздушная оборона, средства разведки, наблюдения и кибер-возможности, которые могут помочь Тегерану противостоять потенциальной военной операции США или Израиля. Кроме того, по данным США, Россия стала делится большим количеством разведывательных данных с «Хезболлой» и другими иранскими прокси-группами, поставлять им больше оружия, а также защищать их на дебатах в Совете Безопасности ООН, что, вероятно, заставило Иран более охотно применять эти силы в своих интересах и могло быть одной из косвенных причин нападения ХАМАС в Израиль в октябре 2023 года. Вместе с этим Москва и Пекин стали помогать Тегерану противостоять давлению Запада, облегчая Ирану процесс обогащения урана и отказ от попыток Вашингтона договориться о новом ядерном соглашении, а также предприняли попытку повысить легитимность режма Аятолл в глазах международного сообщества, пригласив Иран в ШОС и БРИКС[190].
- Северная Корея исторически считала Китай своим основным союзником и экономическим партнером. Иран закупал у КНДР ракеты с 1980-х годов, а в дальнейшем покупать северокорейское оружие стали и его прокси, включая «Хезболлу» и, возможно, ХАМАС. После вторжения Россия выпустила северокорейские активы на миллионы долларов, ранее замороженные в российских банках в соответствии с санкциями Совета Безопасности ООН. В обмен на боеприпасы и другую военную поддержку с её стороны, КНДР стремилась получить от Москвы передовые космические, ракетные и подводные технологии. Испытания Россией северокорейского оружия на поле боя на Украине предоставили Пхеньяну информацию, которую он мог использовать для усовершенствования своей ракетной программы, а российская помощь, возможно, помогла Северной Корее запустить военный спутник-шпион в ноябре 2023 года после двух предыдущих неудач. Кроме того, получив мощную поддержку Китая и России, Ким Чен Ын отказался от многолетней политики мирного объединения Северной и Южной Кореи, усилил свои угрозы против Сеула, прибегнув к ядерному шантажу и ракетным испытаниям, а также выразил отсутствие какой-либо заинтересованности в переговорах с США[190].
- Россия и Китай начали укреплять своё партнёрство ешё после окончатия Холодной войны, а после российской аннексии Крыма данная тенденция стала усиливаться — с 2013 по 2021 годы часть Китая во внейшней торговле России удвоилась с 10 до 20 %, а российское оружие в 2018—2022 годах составляло 83 % военного импорта Китая. За счёт российских технологий КНР укрепила свою противовоздушную оборону, противокорабельные и подводные возможности. В 2023 году Россия вытеснила Саудовскую Аравию с китайского рынка, как самый большой источник сырой нефти, и торговля между двумя странами превысила рекордные 240 миллиардов долларов. Также она продолжила предоставлять Китаю всё более совершенное оружие, а российские офицеры, воевавшие в Сирии и на украинском Донбассе, помогали Народно-освободительной армии компенсировать недостаток опыта боевых действий — заметную слабость по сравнению с более опытными силами США[190].

Китай, Иран и Россия начали проводить регулярные учения в Оманском залие, также Россия выступила с инициативой постоянных совместных учений с Китаем и Северной Кореей.

## Возростание геополитической напряжённости

90 секунд до полуночи на Часах Судного дня

В январе 2023 года «Часы Судного дня» были переведены на 10 секунд, после чего их стрелка стала показывать 90 секунд до полуночи — самое близкое к ядерной катастрофе значение в истории.

### Рост мировой нестабильности
По данным Программы развития ООН на май 2022 года, война привела к тому, что более 70 беднейших стран мира оказались под угрозой дефицита финансов, топлива и продовольствия.
Вторжение вызвало кризис мировой системы безопасности, спровоцировав возростание количества конфликтов. В первые несколько лет после вторжения произошли: вторжение ХАМАС в Израиль и последовавшая за ним война в Газе, силовая ликвидация Азербайджаном непризнанной Нагорно-Карабахской Республики, сербско-косовский кризис, венесуэльско-гайанский кризис, а также ряд государственных переворотов в странах африканского Сахеля.

#### Дальний Восток
На фоне российского вторжения обострилась проблема принадлежности южных Курильских островов. После того, как Япония присоединилась к антироссийским санкциям, Россия отказалась от переговоров с Токио по мирному договору, отменила безвизовые поездки японцев на Курилы и вышла из диалога по хозяйственной деятельности на островах. Япония впервые с 2003 года официально объявила Южные Курилы «незаконно оккупированной территорией». В ответ на это Россия запретила японским морякам ловить рыбу у Южных Курил. 7 октября 2022 года Верховная Рада Украины большинством голосов признала Южные Курилы оккупированной Россией территорией Японии.  21 апреля 2023 года Россия признала японскую НКО «Союз жителей островов Тисима и Хабомаи» нежелательной организацией. В августе 2023 года Япония, США и Канада впервые провели военные учения вблизи Курильских островов.

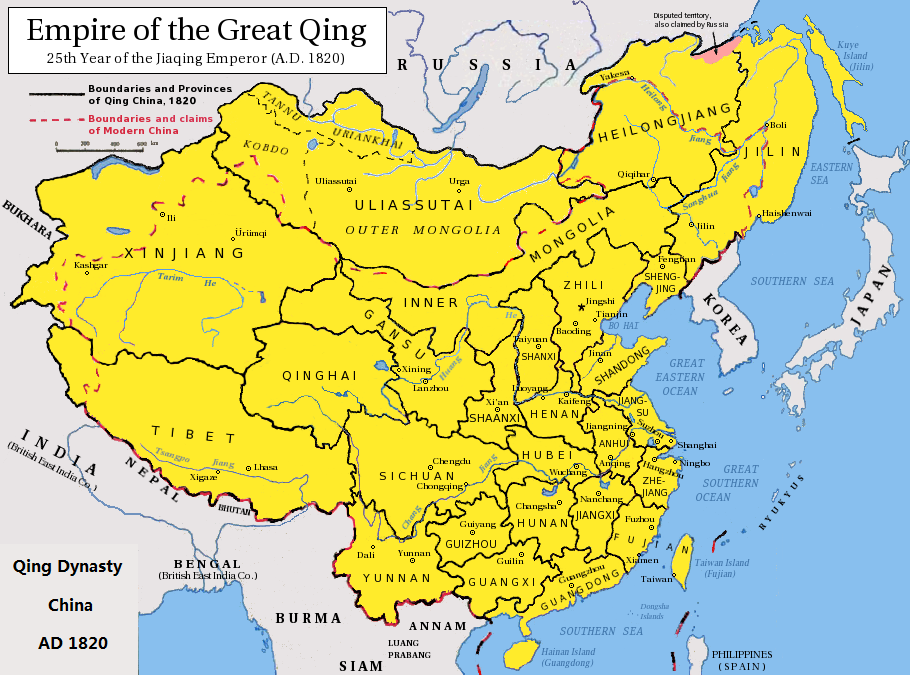
Границы Китая в 1820 году

14 февраля 2023 года Министерство земельных и природных ресурсов КНР опубликовало новые требования к китайским картам. Согласно требованиям, ряд территорий и населенных пунктов российского Дальнего Востока отныне должен носить исторические китайские названия. В частности, Владивосток на картах должен обозначаться как «Haishenwai». С 1 июня Китай утвердил Владивосток в качестве трансграничного транзитного порта для внутренних торговых перевозок в провинции Гирин. В официальной китайской историографии и в контролируемых государством китайских СМИ утверждается, что значительная часть территории нынешнего Дальнего Востока РФ была ранее отторгнута от Китая в результате «неравноправных договоров» (то есть — что её нужно вернуть).

### Гонка вооружений
Через год после начала российского вторжения в мире стартовала новая гонка вооружений — правительства стран по всему миру начали персематривать военные доктрины, запасы вооружений, военной техники и пути снабжения. Расходы на оборону во всем мире стремительно выросли и достигли в 2022 году рекордных 2,24 трлн долларов.
Страны Европы, США, Китай, Тайвань и Индия начали пересмотр своих военных стратегий. Начали расти расходы на оборону членов НАТО, стабильно сокращавшиеся с 1980-х до 2022 года. Государства, расположенные рядом с Украиной, резко увеличили расходы на оборону, расширили производственные мощности военной промышленности, а также увеличили количество танков, артиллерии и систем ПВО на вооружении. Страны Центральной и Западной Европы, потратившие на оборону в 2022 году 345 млрд долларов, по затратам не только вернулись к уровню Холодной войны, но и превзошли в реальных показателях уровень 1989-го — последнего её года.
Великобритания осталась лидером по военным расходам в Европе, которые в 2022 году составили 68,5 млрд долларов, из которых около 2,5 млрд пошли на помощь Украине. Сильнее всех (в процентном отношении) повысили свои оборонные расходы непосредственные соседи Украины и России: Финляндия — на 36 %, Литва — на 27 %, Швеция — на 12 %, Польша — на 11 %. Ряд государств — членов НАТО, ранее откладывавших повышение военных бюджетов, начали выполнять взятые на себя обязательства по выделению не менее 2 % ВВП на оборону. Польша выделила в 2023 году в два раза больше средств на оборону, чем в 2022 году — 97,4 млрд злотых (20,39 млрд евро) было выделено из бюджета страны, еще 30–40 млрд злотых (6,3–8,4 млрд евро) — из внебюдженого армейского фонда, что довело расходы на оборону до 4 % от ВВП. Германия отказалась от политики «демилитаризации» и заявила о «поворотном моменте» («zeitenwende»), запустив крупнейшую со времён Второй мировой войны программу перевооружения. В 2022 году по размерам военного бюджета Германия вышла на 7 место в мире и планировала его увеличение — по прогнозам, к 2024 году он увеличится на 10 млрд евро. Более того, созданный ею в 2022 году внебюджетный фонд в размере 105 млрд долларов уже в 2023 году начал использоваться для повышения боеспособности Бундесвера. Франция в 2022 году объявила о выделении 400 млрд евро на оборонные расходы в 2024-2030-х годах, что на треть больше прошлых военных трат. Украина в связи с необходимостью отражения российской военной агрессии вынуждена была увеличить свой оборонный бюджет сразу на 640 %, главным образом за счет финансовых вливаний ее союзников по всему миру, и заняла 11 строчку в мировом рейтинге расходов на военные нужды в 2022 году. Ее оборонный бюджет составил рекордные 34 % от ВВП. Россия засекретила свои истинные расходы на военные нужды, однако, по оценкам SIPRI, она заняла по этому показателю 3 место в мире — бюджет российского оборонного ведомства в 2022 году вырос на 9,2 % и достиг примерно 86,4 млрд $, что составило 4,1 % от ВВП. Япония в конце 2022 года объявила о пятилетнем плане наращивания военных расходов с 1 % до 2 % ВВП — по заложенным средствам японский оборонный бюджет уступил только США и Китаю, став 3-м в мире. Белоруссия на референдуме в феврале 2022 года отказалась от безъядерного статуса, после чего в марте 2023 года Россией было объявлено о размещении на её территории ядерного оружия — впервые с середины 1990-х за пределами своих гранц.
Вторжение также негативно повлияло на контроль над вооружениями во всему мире, приведя, в числе прочего, к прекращению переговоров между США и Россией по Договору о стратегических наступательных вооружениях (ДСНВ) и приостановке участия в нём Россией, выходу России из Договора об обычных вооружённых силах в Европе, отзыву Россией ратификации Договора о всеобъемлющем запрещении ядерных испытаний и её отказу от участия в ежегодном обмене данными о вооруженных силах в рамках Венского документа ОБСЕ. В ответ США прекратили передавать Москве сведения о статусе и местонахождении своих стратегических вооружений, а также, вместе с Германией и Великобританией, приостановили участие в Договоре об обычных вооружённых силах в Европе.